# جو مالوني
جو مالوني (بالإنجليزية: Joe Maloney)‏ (26 يناير 1934 بليفربول في المملكة المتحدة - 17 أكتوبر 2006 في المملكة المتحدة) هو لاعب كرة قدم بريطاني في مركز نصف الجناح. لعب مع بورت فايل وشروزبري تاون ونادي كرو ألكساندرا ونادي ليفربول وWinsford United F.C. ‏.

## وصلات خارجية
- جو مالوني على موقع قاعدة بيانات كرة القدم.إي يو (الإنجليزية)